# Жамбакиев, Азиз Махаметович
Ази́з Махаме́тович Жамбаки́ев — казахстанский кинооператор, режиссёр и сценарист.

## Биография
Родился 10 июля 1987 года в городе Алматы.
В 2009 году окончил Казахскую национальную академию искусств им. Т. К. Жургенова по специальности «Оператор кино и ТВ». В 2011 году там же окончил магистратуру по специальности «Оператор кино и ТВ».
В 2013 году Азиз Жамбакиев участвовал в основном конкурсе 63го Берлинского кинофестиваля с фильмом «Уроки гармонии», и впервые в истории Казахстана получил Серебряного медведя за выдающиеся художественные достижения в категории за лучшую операторскую работу. За этот приз в основном конкурсе Берлинале, вместе с Азизом Жамбакиевым боролись такие известные кинооператоры, как Ив Кап, Эдвард Лахман, Линус Сандгрен.
В 2024 году Азиз Жамбакиев снова стал участником основного конкурса 74го Берлинского кинофестиваля с непальской картиной «Шамбала».
С 2014 года является почетным членом Азиатской Киноакадемии в Гонконге (Asian Film Academy).

## Награды
- Серебряный медведь «За выдающиеся художественные достижения» в категории лучшая операторская работа на 63-м Берлинском кинофестивале («Уроки гармонии»)[1][2].
- Особое упоминание жюри «за лучшую операторскую работу» на кинофестивале в Филадельфии, США («Уроки гармонии»).
- Номинация за лучшую операторскую работу Asian Film Awards, Гонконг («Уроки гармонии»).
- Приз за лучшую операторскую работу Национальной Ассоциации Кинокритиков Непала («Черная курица»).
- Приз за лучшую операторскую работу национальной кинопремии «Выбор критиков», Казахстан («Конокрады. Дороги времени»).
- Премия «Ильхам» за вклад в искусство.
- Приз за лучшую операторскую работу на 2ом Международном Кинофестивале в Бишкеке, Кыргызстан («Шамбала»).
- Номинация за лучшую операторскую работу Golden Horse Awards, Тайвань («Шамбала»).